# 1762 Russell
1762 Russell là một tiểu hành tinh vành đai chính được phát hiện ở Đài thiên văn Goethe Link gần Brooklyn, Indiana bởi Chương trình tiểu hành tinh Indiana. Nó được đặt theo tên nhà thiên văn học Henry Norris Russell.